# Steinar Ege
Steinar Ege, norveški rokometaš, * 10. april 1972.
Leta 2010 je na evropskem rokometnem prvenstvu s norveško reprezentanco osvojil 7. mesto.